# Dècada del 430
La dècada del 430 comprèn el període que va des de l'1 de gener del 430 fins al 31 de desembre del 439.

## Esdeveniments
- Rebuig del nestorianisme
- Els vàndals arriben a Cartago
- Publicació del Codi Teodosià

## Personatges destacats
- Àtila
- Aeci
- Patrici d'Irlanda